# 用賀駐屯地
用賀駐屯地（ようがちゅうとんち、JGSDF Camp Youga）は、東京都世田谷区上用賀一丁目20番1号に所在し関東補給処用賀支処等が駐屯する陸上自衛隊の駐屯地である。

## 概要
駐屯地司令は、関東補給処用賀支処長が兼務。敷地面積は21,749平方メートル。
旧陸軍衛生材料廠の跡地に位置し、米軍の接収を経て1963年（昭和38年）3月31日に開設され、陸上自衛隊衛生補給処が立川駐屯地から移駐。1998年（平成10年）3月26日、中央補給処の統合・改編により、衛生補給処が陸上自衛隊関東補給処用賀支処に改編された。旧軍時代から衛生材料の兵站中枢として現在に至っている。
2029年（令和11年）度以降に防衛省三宿地区（世田谷区・目黒区）に移転する予定である。
本駐屯地の近隣（上用賀一丁目17番13号）に、海上自衛隊東京音楽隊が使用していた用賀地区が2025年（令和7年）2月までの約70年間、所在していた。本駐屯地は東京音楽隊に対して、糧食の補給や運動能力測定の実施場所提供などの協力をしていた。

## 沿革
陸上自衛隊用賀駐屯地
- 1963年（昭和38年）3月31日：用賀駐屯地が開設[2]。陸上自衛隊衛生補給処が立川駐屯地から移駐。
- 1998年（平成10年）3月26日：中央補給処の統合・改編により、陸上自衛隊衛生補給処が陸上自衛隊関東補給処用賀支処に改編。
- 2029年（令和11年）度以降：用賀支処が防衛省三宿地区（世田谷区・目黒区）に移転予定。

## 駐屯部隊

### 東部方面隊隷下部隊
- 陸上自衛隊関東補給処
  - 用賀支処（旧陸上自衛隊衛生補給処）
- 東部方面システム通信群
  - 第105基地システム通信大隊
    - 第316基地通信中隊
      - 用賀派遣隊

### 防衛大臣直轄部隊
- 東部方面警務隊
  - 第126地区警務隊
    - 用賀連絡班

## 最寄の幹線交通
- 高速道路：首都高速3号渋谷線 三軒茶屋出入口、用賀出入口/東京IC
- 一般道：国道246号、国道466号、東京都道・神奈川県道3号世田谷町田線、東京都道311号環状八号線、東京都道11号大田調布線、東京都道416号古川橋二子玉川線、東京都道427号瀬田貫井線
- 鉄道：東急田園都市線 桜新町駅
- 港湾：東京港（指定特定重要港湾）
- 飛行場：東京国際空港（第一種空港）調布飛行場、横田飛行場、入間基地、立川飛行場（その他の飛行場）東京ヘリポート（公共用ヘリポート）